# اونووی
اونووی (به فرانسوی: Auneuil) یک کمون در فرانسه است که در اوآز واقع شده‌است. اونووی ۲۷٫۳۳ کیلومتر مربع مساحت دارد ۱۲۹ متر بالاتر از سطح دریا واقع شده‌است.